# باريندريخت
باريندريخت Barendrecht  هي مدينة وبلدية غرب هولندا، في مقاطعة جنوب هولندا.

## طوبوغرافيا
خريطة طوبوغرافية هولندية لبلدية باريندريخت، سبتمبر 2014، (تقرأ بعد ثلاث نقرات على الخريطة).

## توأمة
لباريندريخت اتفاقيات توأمة مع:
- لوني (1990 - )

## أعلام
- إينغه دي بروين
- أنور الغازي
- فين ستوكرز